# Wojskowa Składnica Tranzytowa (Westerplatte)

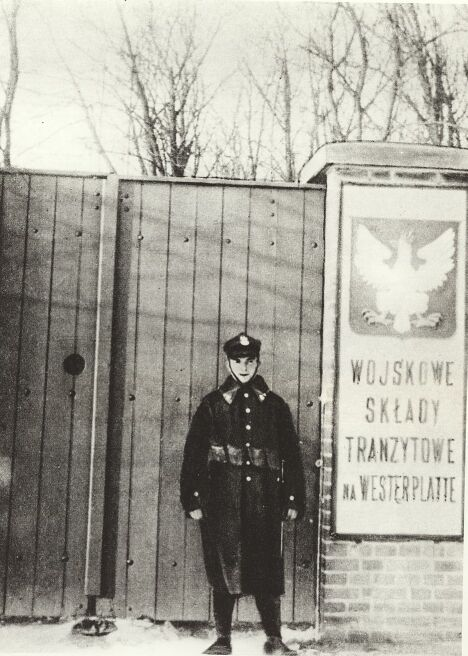
Brama wjazdowa do Wojskowej Składnicy Tranzytowej

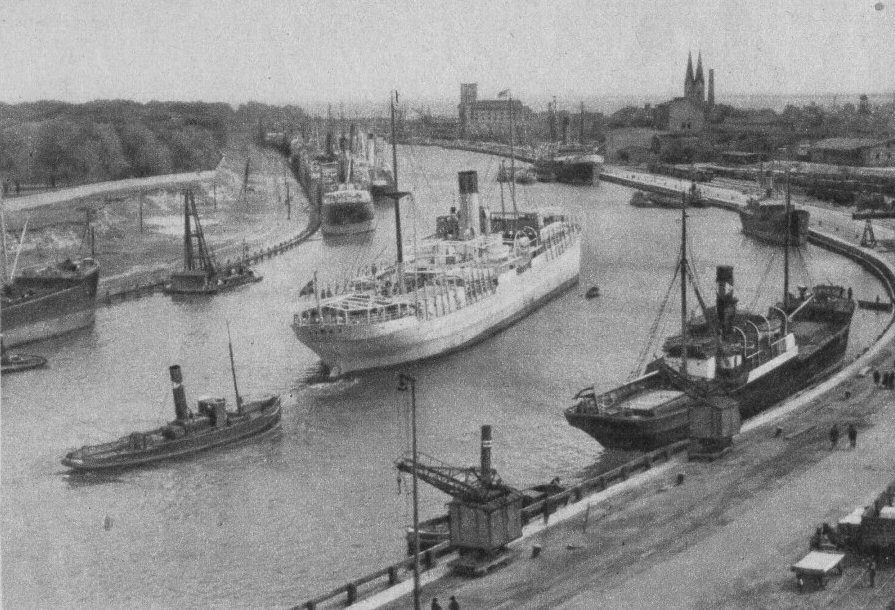
Wejście do gdańskiego portu, po lewej półwysep Westerplatte i mur otaczający WST, po prawej Nowy Port, ok. 1937

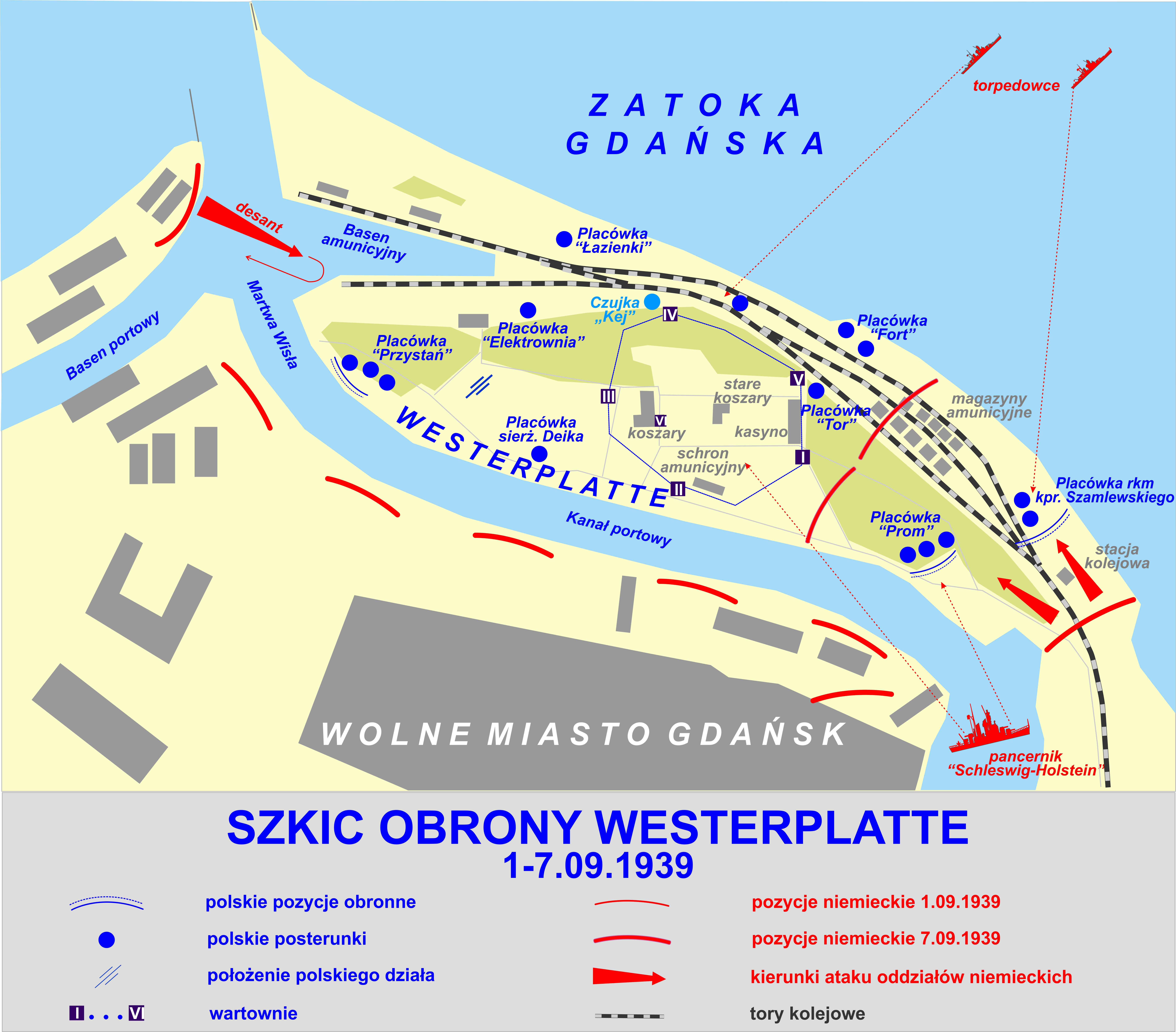
Schemat obrony WST

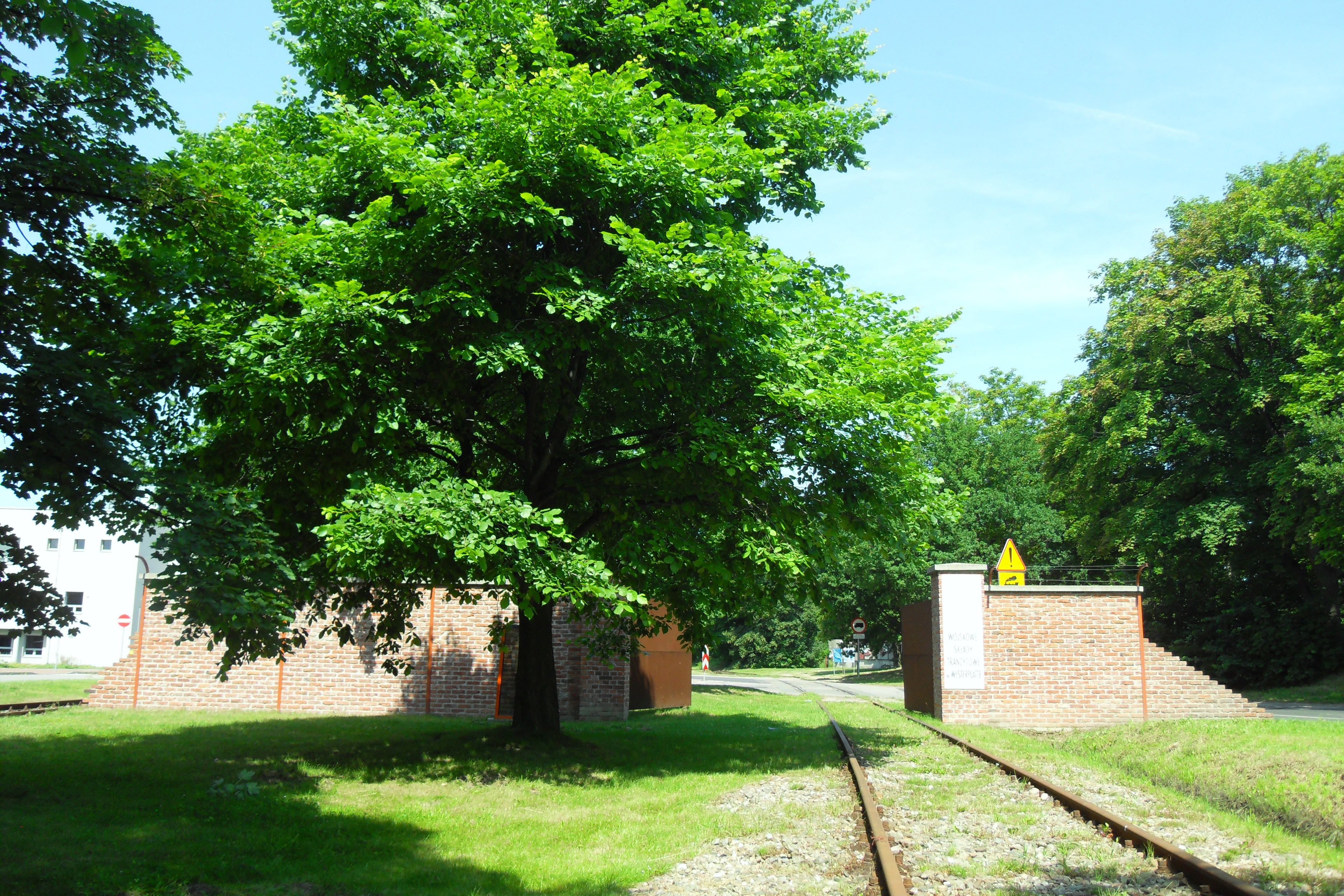
Rekonstrukcja bramy kolejowej

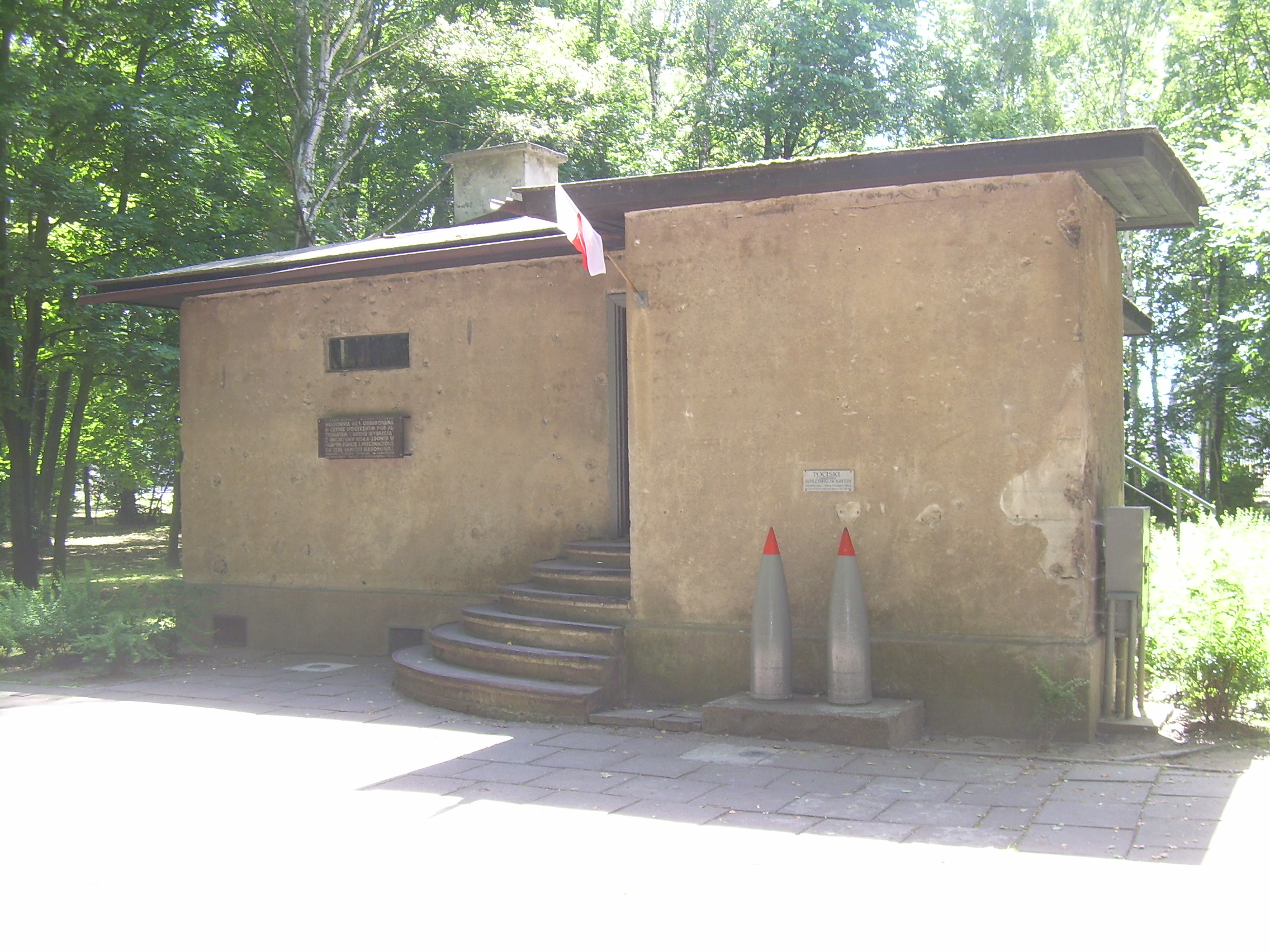
Wartownia nr 1

Wojskowa Składnica Tranzytowa – eksklawa Rzeczypospolitej Polskiej na półwyspie Westerplatte w latach 1926–1939, od południowego wschodu granicząca z Wolnym Miastem Gdańskiem, mieściła się tam polska składnica amunicyjna z oddziałem wartowniczym, we wrześniu 1939 roku miejsce obrony polskiej przed wojskami niemieckimi.

## Historia
Decyzją Rady Ligi Narodów z 1924 roku od roku 1926 półwysep Westerplatte został przekazany Polsce na bazę przeładunku broni i amunicji. 18 stycznia 1926 roku o godzinie 14.00 na trałowcu ORP „Mewa” przybył oddział pod dowództwem por. Stefana Koniecznego. Oddział w składzie 2 oficerów, 4 podoficerów i 16 szeregowców wystawiony został przez 4 Dywizję Piechoty. Dwa dni później rozpoczął pełnienie służby wartowniczej.

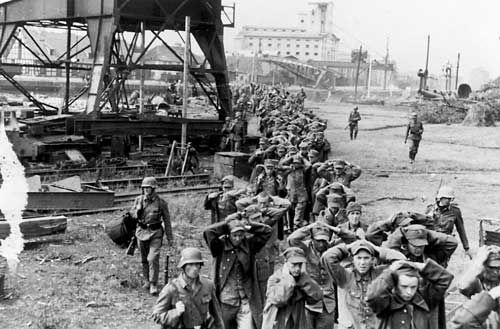
Kapitulacja załogi Westerplatte

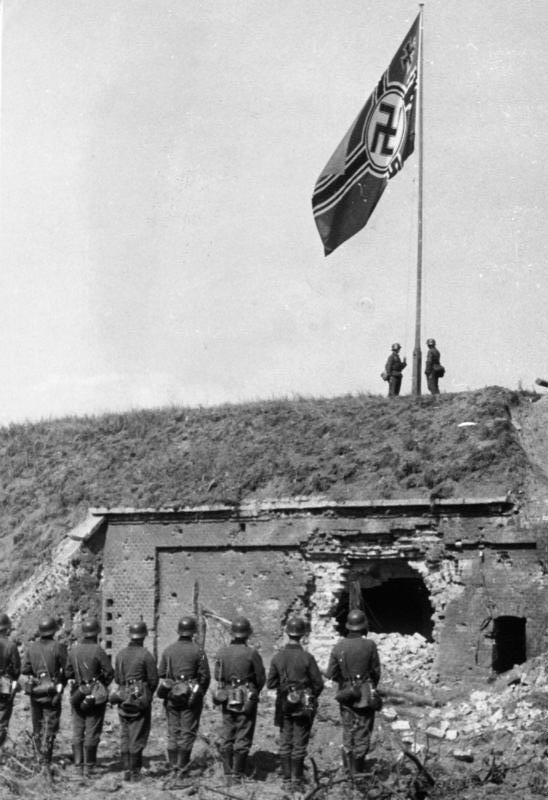
Wciągnięcie flagi wojennej III Rzeszy nad gruzami placówki Westerplatte

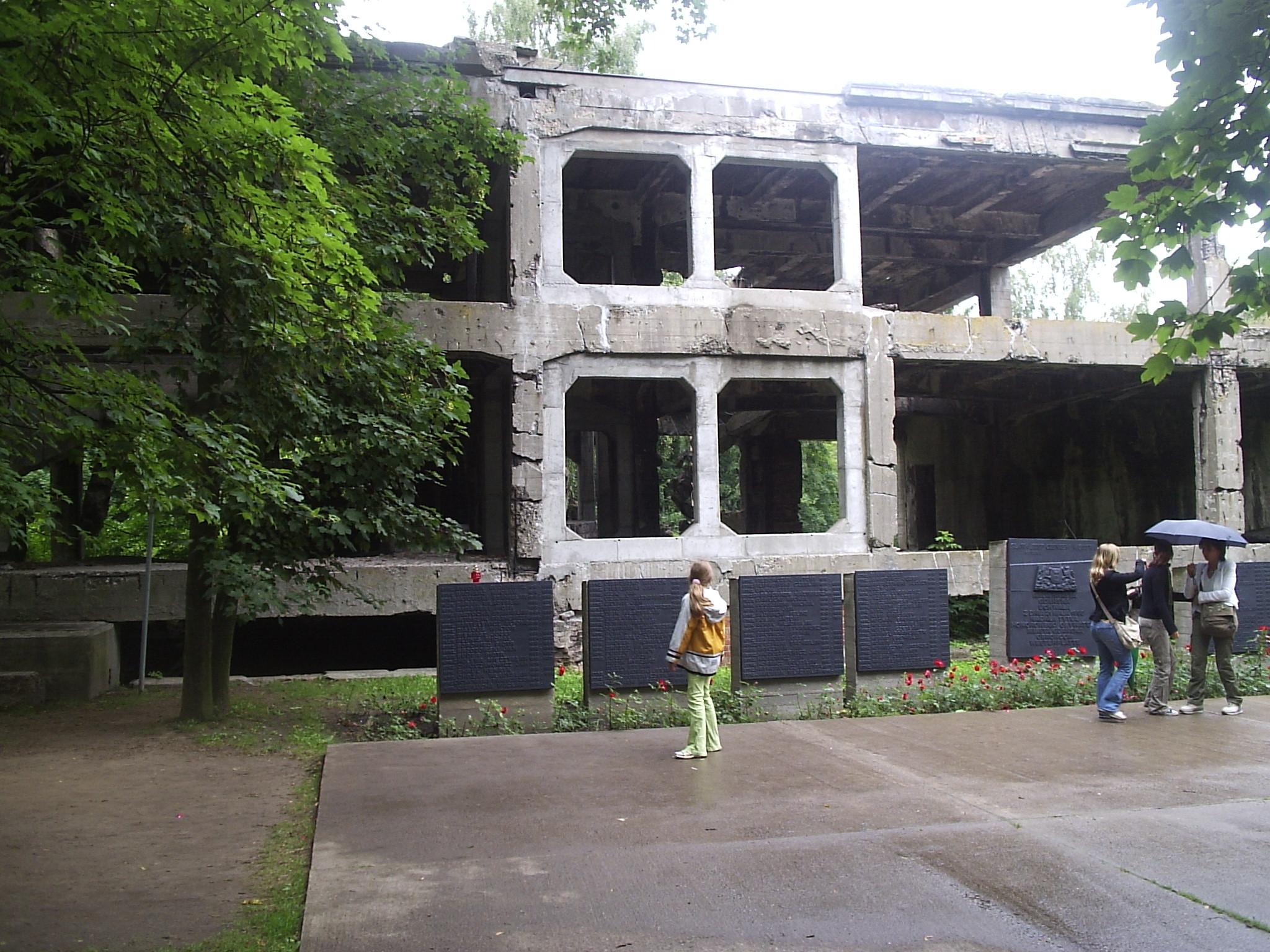
Ruiny budynku koszar

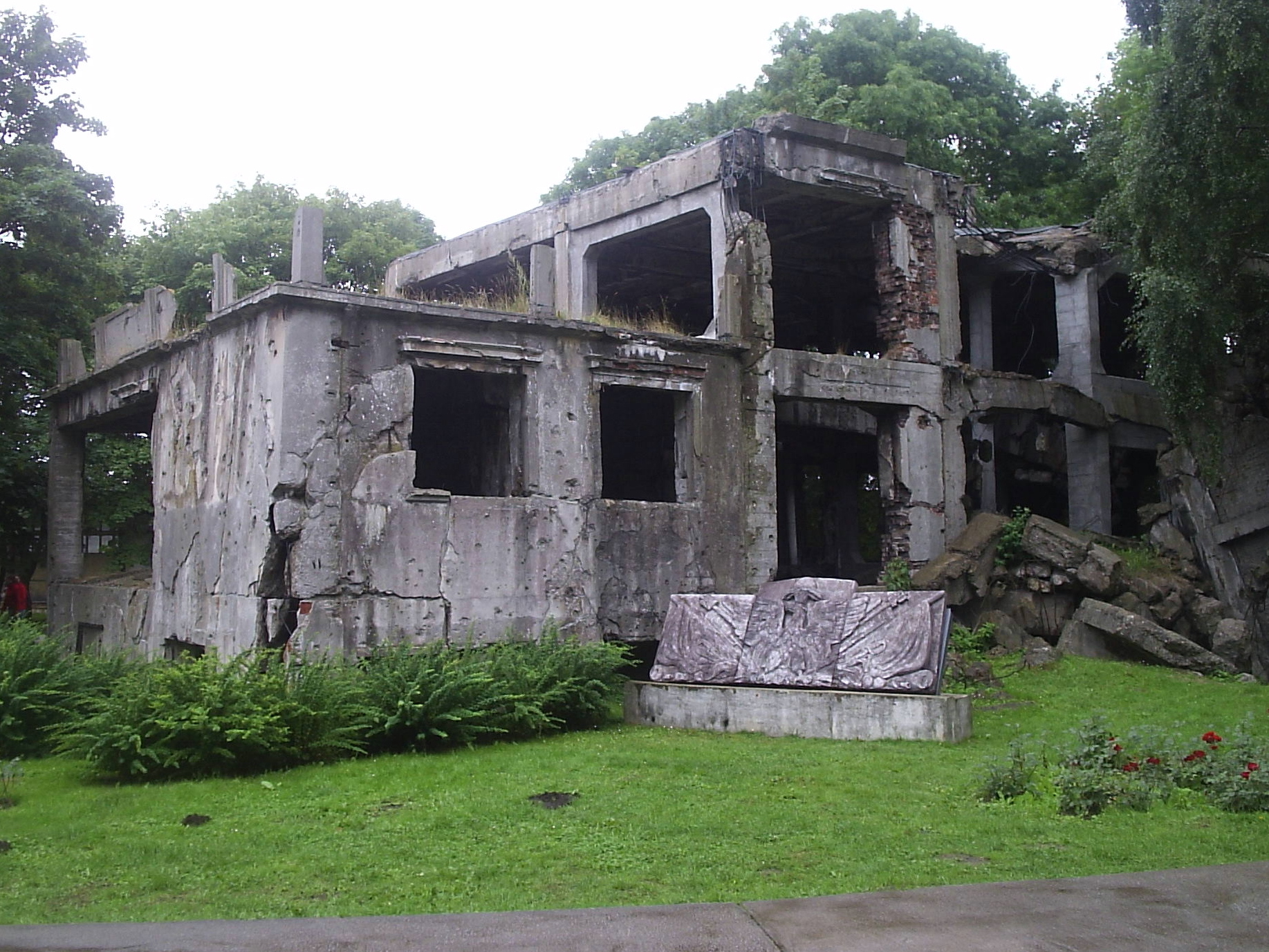
Ruiny budynku koszar

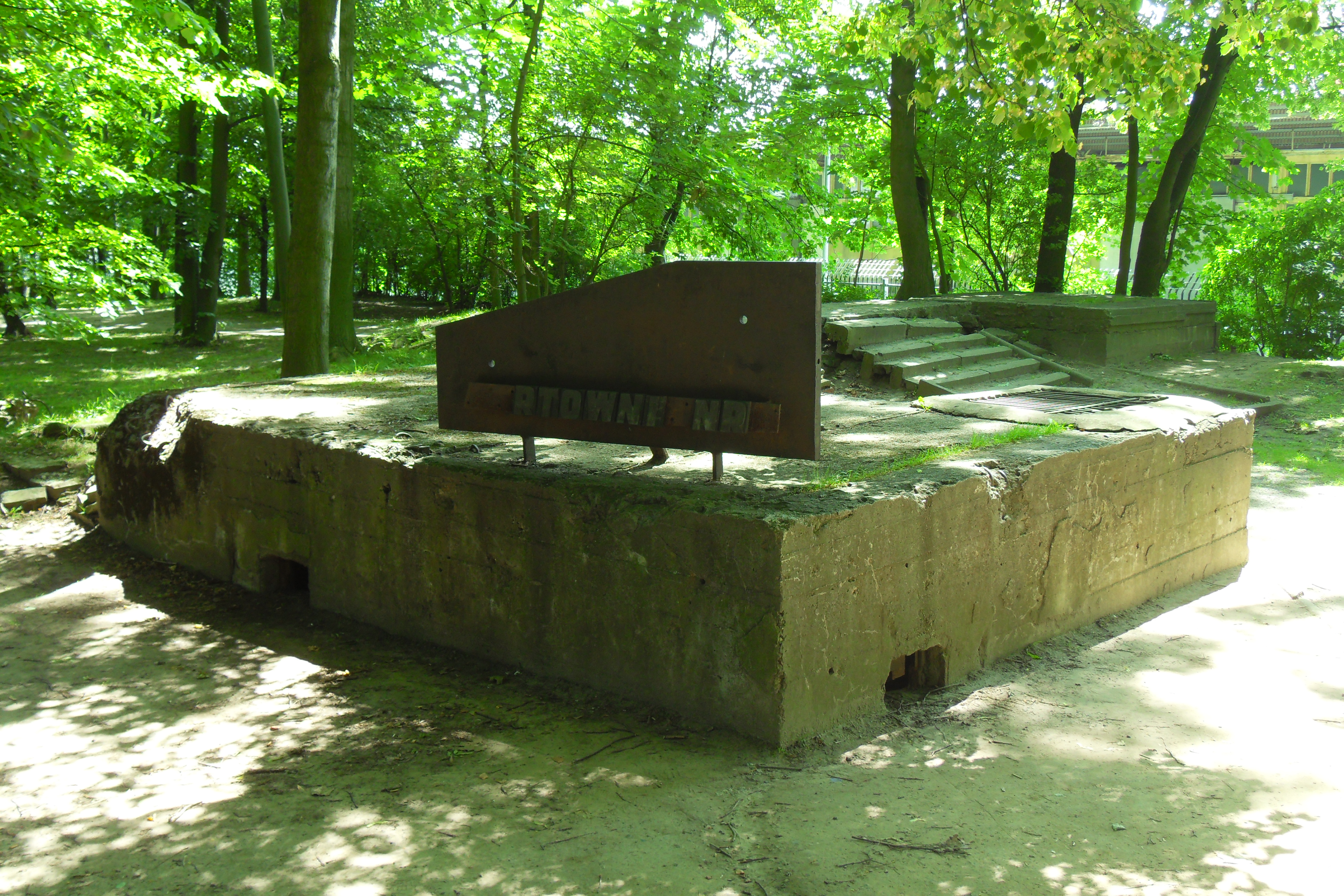
Ruiny wartowni nr 3

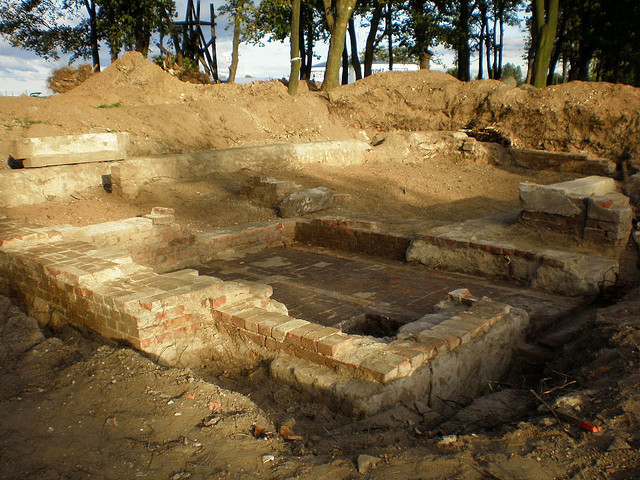
Fundamenty jednego z budynków WST, odsłonięte podczas wykopalisk archeologicznych w 2007 r.

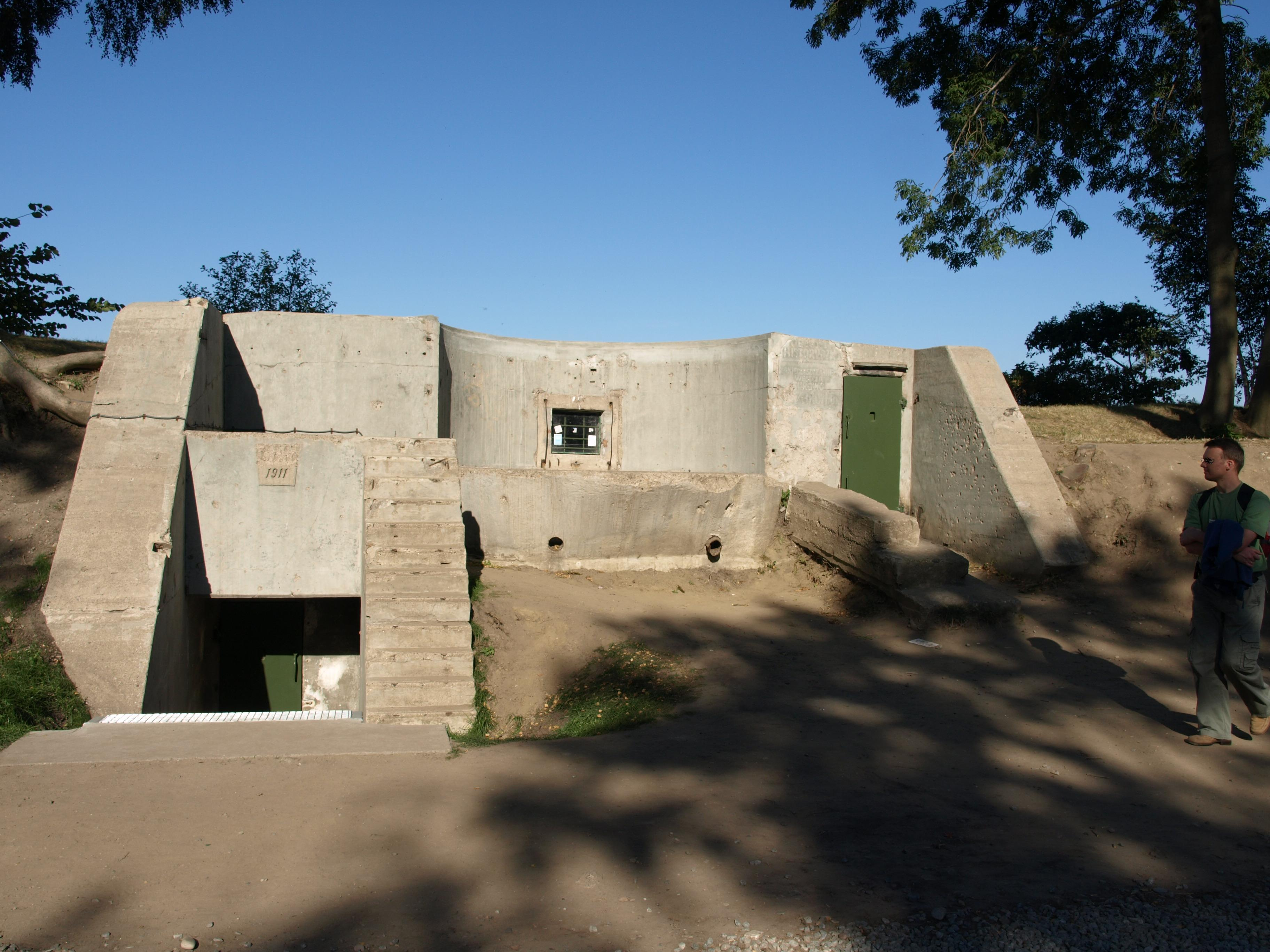
Westerplatte - nadbrzeżny fort z 1911 r.

Zabezpieczeniem magazynów, jak i całego terenu Wojskowej Składnicy Tranzytowej, zajmował się 88-osobowy oddział polskich żołnierzy. Jego skład osobowy zmieniany był co pół roku. W celu lepszego zabezpieczenia terenu składnicy, w latach 1933 i 1934 zbudowano cztery żelbetowe wartownie, a dwa lata później budynek koszar będący jednocześnie siedzibą dowództwa składnicy. Latem 1939 r. wobec wzrostu napięcia w stosunkach niemiecko-polskich załoga placówki wzmocniona została do około 210 żołnierzy i rezerwistów spośród pracowników cywilnych.
Komendantem składnicy od 1938 roku był major Henryk Sucharski, a dowódcą załogi wartowniczej – kapitan Franciszek Dąbrowski. Na uzbrojenie placówki składały się karabiny Mausera, około 40 ciężkich i ręcznych karabinów maszynowych, dwa działka przeciwpancerne kalibru 37 mm, armata polowa wz. 1902/26 kalibru 75 mm oraz cztery moździerze kalibru 81 mm. Komendant składnicy podlegał szefowi Wydziału Wojskowego Komisariatu Generalnego RP w Wolnym Mieście Gdańsku.
1 września 1939 roku o  świcie o godz. 4.48 (czasu środkowoeuropejskiego letniego), salwa 280-milimetrowych dział przybyłego do Gdańska z rzekomo pokojową wizytą niemieckiego pancernika „Schleswig-Holstein” rozpoczęła szturm piechoty na polską placówkę na Westerplatte. Przez siedem dni załoga odpierała liczne ataki od strony nasady półwyspu, bombardowana z powietrza i ostrzeliwana przez niemieckie działa i moździerze. 7 września wobec zdecydowanej przewagi nieprzyjaciela i wyczerpania załogi major Henryk Sucharski podjął decyzję o kapitulacji. W czasie tych walk poległo co najmniej piętnastu polskich żołnierzy, wielu było rannych. Straty niemieckie do dziś są nieznane. 
Po kapitulacji polscy żołnierze trafili do niemieckich obozów jenieckich, gdzie przebywali do 1945 roku.

## Stan liczebny załogi
1 września 1939 r. załoga WST liczyła 205 żołnierzy, w tym:
- 5 oficerów
- 3 chorążych
- 1 zbrojmistrz
- 7 urzędników cywilnych
- 18 pracowników kontraktowych
- 14 podoficerów zawodowych
- 27 podoficerów służby zasadniczej
- 7 podoficerów nadterminowych
- 2 matów zawodowych
- 1 mat nadterminowy
- 17 starszych legionistów i strzelców
- 102 legionistów i strzelców
- 1 zawiadowca stacji handlowej PKP Westerplatte

Komendanci składnicy
- kmdr ppor. Ignacy Szaniawski (18 I 1926 – 21 VI 1926)
- kmdr ppor. Borys Mohuczy (21 VI 1926 – 1 V 1927)
- kmdr ppor. Józef Czechowicz (10 VI 1927 – 21 I 1931[2])
- kpt. sap. Jan Lityński (21 I 1931 – 16 VII 1934[3])
- mjr Stefan Fabiszewski (16 VII 1934[4] – 3 XII 1938)
- mjr Henryk Sucharski (3 XII 1938 – 7 IX 1939)

Dowódcy oddziału wartowniczego
- por. piech. Stefan Konieczny (18 I – 26 VII 1926)
- por. piech. Wacław Szpulecki (26 VII 1926 – 30 XI 1927)
- kpt. piech. Ryszard Kłosiński (30 XI 1927 – 10 XI 1928[6])
- kpt. piech. Augustyn Stasiak (10 XI 1928[7][8] – 1 VIII 1930[9])
- mjr piech. Ludwik Kubasiewicz (cz.p.o. 1 VIII – 28 XI 1930)
- kpt. sap. Jan Lityński (28 XI 1930 – 28 III 1931 → komendant składnicy)
- kpt. piech. Józef II Komenda (28 III 1931[10] – 29 VII 1932)
- kpt. piech. Wincenty Wierzejewski (29 VII 1932 – 28 X 1935)
- kpt. piech. Izasław Duda (28 X 1935 – 5 III 1936)
- por. Michał Szpiególski (5 III 1936 – ?)
- por. Henryk Szmal (? – XII 1937)
- kpt. piech. Franciszek Dąbrowski (XII 1937 – 7 IX 1939)

## Uzbrojenie Westerplatte
W chwili wybuchu walk na uzbrojenie załogi składały się następujące ilości broni:
- armata polowa wz. 1902/26 kalibru 75 mm z 330 nabojami (zniszczona 1 września po wystrzeleniu 28 pocisków)
- dwa działka przeciwpancerne wz.36 kalibru 37 mm z 400 nabojami (brały udział w udaremnieniu prób podpalenia Westerplatte za pomocą drezyny z benzyną)
- cztery moździerze typy Brandt kalibru 81 mm z 860 pociskami (zniszczone w czasie nalotu 2 września po wystrzeleniu 104 pocisków)
- 41 karabinów maszynowych z 130 000 nabojów
  - 16 ckm
  - 6 lkm
  - 17 rkm
- 160 karabinów z 45 000 nabojów
- 40 pistoletów
- ponad 1000 granatów po ok. 560 zaczepnych i obronnych

W chwili kapitulacji pozostało tylko ok. 10 000 naboi do karabinów maszynowych i karabinów.

## Upamiętnienie
W 1989 został wybity medal z podobizną Henryka Sucharskiego o treści Wojskowa Składnica Tranzytowa na Westerplatte, wydany przez Mennicę Państwową, a zaprojektowany przez Andrzeja Nowakowskiego.
Od 1 września 2016 na Westerplatte, obok reliktów Placówki "Wał", rokrocznie realizowane są pomorskie edycje  Koncertu Niepodległości, cyklicznego spektaklu słowno-muzycznego, który od 2009 roku odbywa się w Muzeum Powstania Warszawskiego.